# 图勒 (地区)
图勒，或按其作为图勒的形容词形式的名称音译作图卢瓦，是法国洛林的一个传统地区，也是法国行省之一，主要城镇为图勒。 